# Znárodnění
Znárodnění (nacionalizace), zestátnění (etatizace) nebo vyvlastnění (expropriace) je převod soukromého majetku do veřejného, tj. především státního vlastnictví, ve veřejném zájmu. Jde o úkon opačný k privatizaci.  
Ke znárodnění může dojít s finanční kompenzací bývalým vlastníkům nebo bez ní. V tomto odlišném významu, tedy bez finanční náhrady, je synonymem znárodnění konfiskace majetku. Znárodnění se od přerozdělování majetku liší tím, že vláda (stát) si zachovává kontrolu nad znárodněným majetkem. V některých případech ke znárodnění dochází, když vláda zabaví majetek získaný nezákonně. 
Výraz socializace může odkazovat k restrukturalizaci ekonomického rámce, organizační struktury a institucí ekonomiky na socialistickém základě. Znárodnění však nutně neznamená celospolečenské vlastnictví a restrukturalizaci ekonomiky. Historicky státy znárodňovaly majetek pro různé účely za velmi různých politických a ekonomických systémů.

## Historické pozadí
V nově vzniklém Československu proběhla v souvislosti se zákazem používání šlechtických titulů první velká vlna konfiskací majetku šlechtických rodin a jejich následnému znárodnění v rámci pozemkové reformy dle tzv. záborového zákona č. 215/1919 Sb. Za tímto účelem byl zřízen Státní pozemkový úřad. Realizace pozemkové reformy probíhala nejintenzivněji v letech 1923–1926, reforma však zůstala nedokončena.

## Znárodňování po 2. světové válce
Rozsáhlé znárodnění bylo v Československu provedeno na základě dekretů prezidenta republiky v roce 1945. Kromě konfiskace majetku etnických Němců se jednalo o rozsáhlé a jednorázově provedené znárodnění (konfiskace) dolů, velkých průmyslových podniků (v zásadě nad 500 zaměstnanců), podniků potravinářského průmyslu, akciových bank a soukromých pojišťoven. U německého a maďarského státu a osob německé a maďarské národnosti a také u kolaborantů bylo provedeno znárodnění bez náhrady (tj. de facto to byla konfiskace). Později to bylo komunisty slaveno 28. října jako Den znárodnění.
Komunistickým zdůvodněním dalšího kroku znárodnění bylo vykořisťování pracujícího lidu a neoprávněné držení průmyslového a obchodního majetku, k jehož vytvoření došlo zejména v průběhu průmyslové revoluce. V roce 1948 tzv. vítězným únorem pokračoval proces znárodnění v Československu jako proces přechodu tohoto soukromého majetku do společenského vlastnictví totalitního státu bez náhrady. Proces socializace společnosti pokračoval sloučením malých podniků, živnostníků a zemědělců do družstev, které však již nebylo znárodňováni, avšak bylo u nich přikročeno k omezením vlastnických práv.

## Znárodnění v zahraničí
Znárodnění byla standardní politika socialistických stran – v Československu, Spojeném království či Francii. Po druhé světové válce proběhla vlna znárodňování celou Evropou včetně západní Evropy, kde však byla později do určité míry negována postupnou privatizací. Mimo Evropu byl např. Egyptem znárodněn Suezský průplav, původně vlastněný Velkou Británií a Francií.
14. března 2006 byl proces vyvlastnění znovu zaveden do českého právního řádu. Pro usnadnění vyvlastňovacího procesu je připravována změna zákona, podle které se původní majitel vyvlastněného pozemku nebude moci odvolat proti vlastnímu vyvlastnění, bude moci vést pouze soudní spor výši sumy, kterou stát za vyvlastněný pozemek zaplatí.
Legislativa se k pojmu znárodnění vyjadřuje v zákoně č. 403/1990 Sb. tedy v Zákoně o zmírnění následků některých majetkových křivd, který vstoupil v platnost 10.10.1990 a v účinnost 1.11.1990. V části první tohoto zákona čteme o předmětu úpravy tohoto zákona tedy: Zákon se vztahuje na následky majetkových křivd způsobených fyzickým a soukromým právnickým osobám odnětím vlastnického práva k nemovitým, popřípadě movitým věcem podle vládního nařízení č. 15/1959 Sb., o opatřeních týkajících se některých věcí užívaných organizacemi socialistického sektoru, podle zákona č. 71/1959 Sb., o opatřeních týkajících se některého soukromého domovního majetku, a znárodněním zestátněním na základě výměrů některých odvětvových ministerstev, vydaných po roce 1955 a odvolávajících se na znárodňovací předpisy z roku 1948. Za odnětí vlastnického práva ve smyslu tohoto zákona se považuje i přechod vlastnického práva na základě kupní smlouvy podle § 4 odst. 1 a 2 vládního nařízení č. 15/1959 Sb.

## Vyvlastnění
Vyvlastnění je nejzávažnějším zásahem do vlastnického práva na základě přesně stanovených zákonných podmínek. Legislativně jej vymezují především zákon o vyvlastnění a stavební zákon. Podle správních předpisů se vyvlastněním rozumí odnětí nebo omezení vlastnického práva nebo práva odpovídajícího věcnému břemeni pozemku nebo ke stavbě a to pro dosažení účelu stanoveného zákonem.
Listina základních práv a svobod a občanský zákoník odlišují vyvlastnění od omezení vlastnického práva, a to ve veřejnoprávních předpisech (v zákonech upravujících výkon veřejné správy ohledně vyvlastnění se pod širší pojem vyvlastnění v podstatě již odedávna zahrnovalo jednak samotné odnětí vlastnického práva coby nejvyšší a definitivní forma vyvlastnění, ale také i nucená omezení tohoto práva). Proto se i břemeno, které je samozřejmě pouhým omezením vlastnického práva, a nikoliv jeho odnětím, i nadále podle platné právní úpravy zřizuje rozhodnutím o vyvlastnění.
Pod zbavení majetku Soud podřazuje jak formální (právní) zbavení vlastnického titulu (vyvlastnění), tak situace faktické, které mají stejný důsledek (de facto vyvlastnění). Zbavení majetku, ať již právní, či faktické musí být trvalé. Pokud se nejedná o trvalé zabavení majetku můžeme poté mluvit spíše o zásahu do pokojného užívání majetku. Ztráta majetku v důsledku protiprávního jednání, a to i když se jedná o ztrátu trvalou (konfiskace, propadnutí věci, odnětí věci v důsledku vydání ochranného opatření apod.), není Soudem považována za „zbavení“ majetku, ale za pouhou „úpravu užívání majetku“. ESLP vychází z pojetí, že určujícím faktorem pro podobné případy konfiskace či propadnutí majetku je předchozí porušení pravidel týkající se jejich (legálního) užívání. Tedy primárním cílem právních předpisů smluvní strany, není zabavení majetku či nemovitosti, jedná se pouze o následek porušení těchto předpisů. Můžeme se setkat v EÚLP i s nuceným převodem majetku. V této situaci není rozhodnuto komu a v čí prospěch bude majetek převeden. Zbavení majetku se může dopustit i sám stát tím, že přijme novou úpravu. Tato úprava umožňuje jednostranný odkup nemovitostí ve prospěch jiných jednotlivců. V tomto případě se dá říci, že zodpovědným za vyvlastnění je stát, protože on je odpovědný za to, že přijal právní rámec, kterým umožnil převod/ převody majetku mezi jednotlivci a to bez souhlasu dosavadního vlastníka.
Dodatkový protokol v Úmluvě o ochraně lidských práv a základních svobod v Evropské úmluvě o ochraně lidských práv stanovuje, že:
1. Každá fyzická nebo právnická osoba má právo pokojně užívat
svůj majetek. Nikdo nemůže být zbaven svého majetku s výjimkou
veřejného zájmu a za podmínek, které stanoví zákon a obecné
zásady mezinárodního práva.
2. Předchozí ustanovení nebrání právu států přijímat zákony,
které považují za nezbytné, aby upravily užívání majetku v souladu
s obecným zájmem a zajistily placení daní a jiných poplatků nebo
pokut.
Listina základních práv a svobod (Hlava II.) stanovuje, že:
(1) Každý má právo vlastnit majetek. Vlastnické právo všech vlastníků má stejný zákonný obsah a ochranu. Dědění se zaručuje.
(2) Zákon stanoví, který majetek nezbytný k zabezpečování potřeb celé společnosti, rozvoje národního hospodářství a veřejného zájmu smí být jen ve vlastnictví státu, obce nebo určených právnických osob; zákon může také stanovit, že určité věci mohou být pouze ve vlastnictví občanů nebo právnických osob se sídlem v České a Slovenské Federativní Republice.
(3) Vlastnictví zavazuje. Nesmí být zneužito na újmu práv druhých anebo v rozporu se zákonem chráněnými obecnými zájmy. Jeho výkon nesmí poškozovat lidské zdraví, přírodu a životní prostředí nad míru stanovenou zákonem.
(4) Vyvlastnění nebo nucené omezení vlastnického práva je možné ve veřejném zájmu, a to na základě zákona a za náhradu.

### Základní pojmy
Vyvlastňovaným je ten, kdo je vlastníkem vyvlastňovaného pozemku nebo stavby nebo k nim má právo odpovídající věcnému břemenu; bylo-li vlastnické právo ke stavbě nebo pozemku, jichž se vyvlastnění týká, převedeno k zajištění splnění závazků, je vyvlastňovaným také ten, kdo je povinný ze zajišťovacího převodu práva, který k zajištění svého závazku vlastnické právo převedl na oprávněného. Vyvlastnitelem je osoba, která se domáhá, aby na ni přešlo vlastnické právo k pozemku nebo ke stavbě.
Spor mezi vyvlastnitelem a vyvlastňovaným řeší vyvlastňovací řízení. Vyvlastňovací řízení vede vyvlastňovací úřad, kterým je obecní úřad obce s rozšířenou působností, Magistrát hlavního města Prahy nebo magistrát územně členěného statutárního města. K vyvlastňovacímu řízení je příslušný vyvlastňovací úřad, v jehož správním obvodu (území) se nachází pozemek nebo stavba, jichž se vyvlastnění týká. Účastníky vyvlastňovacího řízení jsou vyvlastnitel, vyvlastňovaný, zástavní věřitel, podzástavní věřitel a oprávněný z práva odpovídajícího věcnému břemenu váznoucímu na pozemku nebo stavbě, jichž se vyvlastnění týká.

## Ochrana vlastnického práva
V Občanském zákoníku v 3. části, Hlava II, dílu 3 se můžeme dočíst v § 1040–1042 o Ochraně vlastnického práva.
§ 1040
(1) Kdo věc neprávem zadržuje, může být vlastníkem žalován, aby ji vydal.
(2) Žalovat o vydání věci nemůže ten, kdo věc svým jménem nabyvateli zcizil, aniž byl jejím vlastníkem, a teprve poté k ní vlastnické právo nabyl; nabytím vlastnického práva zcizitelem se nabyvatel stává vlastníkem věci.
§ 1041
(1) Kdo se domáhá, aby mu věc byla vydána, musí ji popsat takovými znaky, kterými se rozeznává od jiných věcí téhož druhu.
(2) Vydání movité věci, kterou nelze rozeznat podle odstavce 1, zejména jedná-li se o peníze nebo o cenné papíry na doručitele smíšené s jinými věcmi téhož druhu, se lze domáhat, jen lze-li z okolností seznat vlastnické právo osoby, jež právo uplatňuje, a nedostatek dobré víry osoby, na níž je požadováno vydání věci.
§ 1042
Vlastník se může domáhat ochrany proti každému, kdo neprávem do jeho vlastnického práva zasahuje nebo je ruší jinak než tím, že mu věc zadržuje.

## Podmínky vyvlastnění dle zákona o vyvlastnění

### Podle zákona č. 184/2006 Sb., o vyvlastnění
§3
(1) Vyvlastnění je přípustné jen pro účel vyvlastnění stanovený zvláštním zákonem a jen jestliže veřejný zájem na dosažení tohoto účelu převažuje nad zachováním dosavadních práv vyvlastňovaného. Vyvlastnění není přípustné, je-li možno práva k pozemku nebo stavbě potřebná pro uskutečnění účelu vyvlastnění získat dohodou nebo jiným způsobem.
(2) Sleduje-li se vyvlastněním provedení změny ve využití nebo prostorovém uspořádání území, včetně umisťování staveb a jejich změny lze provést, jestliže jsou v souladu s cíli a úkoly územního plánování.
§4
(1) Vyvlastnění lze provést jen v takovém rozsahu, který je nezbytný k dosažení účelu vyvlastnění stanoveného zvláštním zákonem.
(2) Veřejný zájem na vyvlastnění musí být prokázán ve vyvlastňovacím řízení.
(3) Není-li možné pozemek, stavbu nebo jejich část, popřípadě právo odpovídající věcnému břemenu užívat bez vyvlastňovaného pozemku, stavby nebo jejich části či věcného břemene buď vůbec nebo jen s nepřiměřenými obtížemi, lze na ně rozšířit vyvlastnění, jestliže o to vyvlastňovaný požádá, i když není nezbytné k dosažení daného účelu.
§5
(1) Vyvlastnění je přípustné, pokud se vyvlastniteli nepodařilo v lhůtě 90 dnů uzavřít smlouvu o získání práv k pozemku nebo ke stavbě potřebných pro uskutečnění účelu vyvlastnění stanoveného zákonem. Lhůta k uzavření smlouvy s vyvlastňovaným začíná běžet dnem následujícím po doručení návrhu na uzavření smlouvy vyvlastňovanému.
(2) K návrhu smlouvy je vyvlastnitel povinen předložit znalecký posudek, podle kterého navrhl vyvlastňovanému cenu za získání potřebných práv k pozemku nebo ke stavbě, a informace o účelu vyvlastnění, tedy o konkrétním záměru, který nelze uskutečnit bez získání potřebných práv k pozemku nebo ke stavbě od vyvlastňovaného, s upozorněním, že nedojde-li k uzavření smlouvy, je možné ve veřejném zájmu získat tato práva vyvlastněním.
(3) Pokud je předmětem smlouvy část pozemku, je nedílnou součástí návrhu smlouvy geometrické vymezení tohoto pozemku.
(4) Smlouva o získání potřebných práv k pozemku nebo stavbě musí obsahovat právo vyvlastňovaného na vrácení převedených práv, pokud nebude zahájeno uskutečňování účelu převodu do tří let od uzavření smlouvy.
(5) Splnění podmínky se nevyžaduje, pokud vyvlastňovaný není znám, není-li znám jeho pobyt a nebo se mu nepodařilo doručit na známou adresu. Dále pokud je vyvlastňovaný omezen ve smluvní volnosti právními předpisy, rozhodnutím soudu nebo jiného orgánu veřejné moci.
(6) Jsou-li pozemek nebo stavba ve spoluvlastnictví vyvlastňovaného a vyvlastnitele, lze vyvlastnění provést, jen jestliže účelu vyvlastnění nelze dosáhnout zrušením tohoto spoluvlastnictví.

### Náhrada při vyvlastnění
Za vyvlastnění náleží vyvlastňovanému náhrada. Stanoví-li se náhrada na základě ocenění, musí být ocenění provedeno podle oceňovacího předpisu účinného v době rozhodování o vyvlastnění. V případě, že obvyklá cena pozemku nebo stavby by byla nižší, než cena zjištěná podle oceňovacího předpisu, náleží vyvlastňovanému náhrada ve výši ceny zjištěné podle oceňovacího předpisu. Cena pozemku nebo stavby se pro účely stanovení náhrady určí vždy podle jejich skutečného stavu a účelu užití ke dni podání žádosti o vyvlastnění; přitom se nepřihlédne k jejich zhodnocení nebo znehodnocení v souvislosti s navrženým účelem vyvlastnění. Vyvlastnitel poskytne vyvlastňovanému určenou náhradu v plné výši, neváznou-li na vyvlastňovaném pozemku nebo stavbě věcná práva, která vyvlastněním zanikají a pokud z jeho náhrady nemají být zástavnímu věřiteli, podzástavnímu věřiteli nebo oprávněnému ze zajišťovacího převodu práva uhrazeny dosud nesplacené pohledávky. Vyvlastnitel poskytne určenou náhradu oprávněnému z věcného břemene, které vyvlastněním zanikne, vždy samostatně. Váznou-li na pozemku nebo stavbě věcná práva, která vyvlastněním zanikají, a mají-li být z náhrady pro vyvlastňovaného uhrazeny zástavnímu věřiteli, podzástavnímu věřiteli nebo oprávněnému ze zajišťovacího převodu práva dosud nesplacené pohledávky, vyvlastňovací úřad rozhodne o náhradě pro vyvlastňovaného a určí, jakou část z této náhrady vyvlastnitel poskytne uvedeným osobám na základě předložené dohody o rozdělení náhrady s úředně ověřenými podpisy smluvních stran, jinak uloží vyvlastniteli složit náhradu do úschovy soudu, v jehož obvodu je pozemek nebo stavba.

## Kauza dálnice D35
Vyvlastnění za účelem výstavby, opravy, úpravy, modernizace nebo rekonstrukce dálnice, silnice, místní komunikace I. třídy řeší § 17 zákona 13/1997 Sb., o pozemních komunikacích, který odkazuje na zákon č. 184/2006 Sb.
Kvůli snížení výkupních cen pozemků ze 100 Kč/m² na 30 Kč/m² pro dostavbu dálnice D35 mnozí vlastníci pozemků, po kterých má silnice vést, odmítli své pozemky prodat, takže čelili vyvlastňovacímu procesu. Podle Pavla Kohouta dochází k situaci, že pozemky jsou vykupovány jako zemědělské, přestože jsou označeny jako stavební. Podle starosty Opatovic se obce proti tomuto přístupu státu budou bránit společně.

## Zestátnění železnic
Příkladem rozsáhlého zestátnění může být historie železnic. Od roku 1909 byly v Rakousku-Uhersku zestátněné téměř všechny soukromé železniční společnosti a přičleněny k c. k. Rakouským státním drahám. Některé ze zestátněných společností byly předtím odprodány z vlastnictví státu soukromému kapitálu (například Severní státní dráha byla prodána soukromé společnosti StEG roku 1855). Poslední tři větší železniční společnosti byly zestátněny až za éry Československa.

## Znárodnění z pohledu komunistů
Za znárodnění bývá označován též akt, kterým stát násilně přebírá majetek proti vůli jeho vlastníků nebo bez jejich vědomí, a to bez náhrady nebo za náhradu jen symbolickou (zpravidla pod mezinárodním tlakem, a tudíž opožděně). Z právního hlediska se jedná o konfiskaci (propadnutí majetku).
V poválečném Československu byla konfiskace majetku hojně používána. I pro tyto konfiskace však byl všeobecně používán termín „znárodnění“, viz např. zákony č. 118–126/1948 Sb.